# 24134 Cliffordkim
24134 Cliffordkim è un asteroide della fascia principale. Scoperto nel 1999, presenta un'orbita caratterizzata da un semiasse maggiore pari a 2,4423060 au e da un'eccentricità di 0,0721945, inclinata di 1,30768° rispetto all'eclittica.
L'asteroide è dedicato allo studente statunitense Clifford Byungho Kim.